# Thomas N. Scortia
Thomas Nicholas Scortia (* 29. August 1926 in Alton, Illinois; † 29. April 1986 in La Verne, Kalifornien) war ein US-amerikanischer Science-Fiction-Schriftsteller, Wissenschaftler und Herausgeber. Er nutzte gelegentlich auch Pseudonyme wie Arthur R. Kurtz, Scott Nichols und Gerald MacDow.

## Leben
Scortia schloss 1944 an einem College der Michigan State University seine Schulausbildung ab und ging unmittelbar danach zur U.S. Army, wo er während des Zweiten Weltkriegs diente. Nach seiner Rückkehr 1946 studierte er an der Washington University in St. Louis, war Chemiker von Beruf und arbeitete in der Luft- und Raumfahrtindustrie. Sein Spezialgebiet wurden chemische Mischungen für Feststoffraketen; für einen Spezialtreibstoff, der bei einer Jupitermission eingesetzt wurde, hielt er ein Patent. Er schrieb nebenbei seit den 1950er Jahren Science-Fiction-Erzählungen für Magazine wie Future, SF Adventure und Fantastic. 1970 wurde er freiberuflicher Autor und veröffentlichte Thriller mit Science-Fiction-Elementen, meistens zusammen mit Frank M. Robinson. Sein größter Erfolg war The Glass Inferno, sehr erfolgreich als Flammendes Inferno verfilmt. Meistens handeln seine Bücher von Katastrophen, in deren Ablauf Scortia auch seine beruflichen Erfahrungen einfließen ließ. In dem U-Boot-Thriller The Gold Crew beispielsweise bringen ausdünstende Chemikalien die Besatzung eines nuklear bewaffneten U-Boots langsam um den Verstand.
Er starb im Alter von 59 Jahren an Leukämie, vielleicht zurückgehend auf seine Tätigkeit als Beobachter bei Atombombentests in den 1960er Jahren.

## Bibliografie
Romane
- What Mad Oracle? A Novel of the World As It Is (1961)
- Artery of Fire (1972)
- Earthwreck! (1974)
- The Glass Inferno (1974, mit Frank M. Robinson)
  - Deutsch: Inferno. Übersetzt von Heinz Nagel. Herbig, München & Berlin 1975, ISBN 3-7766-0730-0.
- The Prometheus Crisis (1975, mit Frank M. Robinson)
  - Deutsch: Reaktor XZ 519. Übersetzt von Heinz Nagel. Herbig, München & Berlin 1976, ISBN 3-7766-0782-3.
- The Nightmare Factor (1979, mit Frank M. Robinson)
- The Gold Crew (1980, mit Frank M. Robinson, für das Fernsehen 1986 als The Fifth Missile verfilmt)
- Blowout! (1987, mit Frank M. Robinson)

Kurzgeschichtensammlungen
- Caution! Inflammable! (1976)
- Get Out of My Sky (1980, mit Poul Anderson und James Blish)
- The Best of Thomas N. Scortia (1981)

Kurzgeschichten
- The Prodigy (1954)
- Caution! Inflammable! (1955, auch als End of the Line)
- The Shores of Night (1956)
- Sea Change (1956)
- One Small Room (1956)
- The Lonely Stars (1957, auch als Scott Nichols)
- The Bomb in the Bathtub (1957)
- Fulfillment (1957)
- The Stunning Science Fiction Caper (1957, auch als Gerald Macdow)
- Cat O' Nine Tales (1957)
- Gag Rule (1957)
- A Walk in the Snow (1957)
- Alien Night (1957)
- Cassandra (1957, als Scott Nichols)
- John Robert and the Egg (1957, auch als John Robert and the Dragon's Egg)
  - Deutsch: John Robert und das Drachenei. In: Isaac Asimov, Charles G. Waugh, Martin Harry Greenberg (Hrsg.): Drachenwelten. Heyne (Heyne Science Fiction & Fantasy #4159), 1985, ISBN 3-453-31114-0.
- Genius Loci (1957)
- Last Meeting Place (1957)
- Insane Planet (1958)
- The Avengers (1958)
- The Renegade (1959)
- The Icebox Blonde (1960)
- Artery of Fire (1960)
- Caliban (1960, mit Jim Harmon)
- Though a Sparrow Fall (1965, auch als Scott Nichols)
- The Destroyer (1965)
- Broken Image (1966)
- Morality (1969)
- Superiority Complex (1969)
- Judas Fish (1970)
- When You Hear the Tone (1971)
- Gee, Wurlitzer! It's a Dad! (1971)
- Fall Out One (1972)
- The Worm in the Rose (1972)
- Woman's Rib (1972)
- By the Time I Get to Phoenix (1972)
- Final Exam (1973)
  - Deutsch: Schlußprüfung. In: Roger Elwood (Hrsg.): Jenseits von morgen. Ueberreuter, 1976, ISBN 3-8000-3137-X.
- Flowering Narcissus (1973)
- Tarrying (1973)
- The Goddess of the Cats (1973)
- The Tower (1973)
- The Weariest River (1973)
- Thou Good and Faithful (1973)
- Blood Brother (1974)
  - Deutsch: Der Fremdling. In: Roger Elwood (Hrsg.): Reise in die Unendlichkeit. Boje (Boje Science Fiction), 1976, ISBN 3-414-13000-9.
- Who Is Sylvia? (1974, mit Chelsea Quinn Yarbro)
- Old, Old Death in New, New Venice (1975)
- The Last War (1975)
- The Premier's Lady (1975)
- The Worm (1975)
- Someday I'll Find You (1976)

Anthologien
- Strange Bedfellows: Sex and Science Fiction (1972)
- Two Views of Wonder (1973, mit Chelsea Quinn Yarbro)
- Human Machines: An Anthology of Stories about Cyborgs (1975, mit George Zebrowski)